# 眼神的力量
《眼神的力量》（日语：ヒトミノチカラ）是日本女性歌手觀月亞里莎的第20枚張單曲。2002年2月6日由avex tune發行。

## 概要
《眼神的力量》是自從上一張單曲《女神之舞》以來，睽違1年半發行的最新單曲。曾被東京電視台電視動畫《棋魂》當作片尾主題曲使用。

## 收錄歌曲
1. 眼神的力量
  - 作詞：森浩美（日语：森浩美）　作曲：高見澤俊彥（日语：高見沢俊彦）　編曲：上野圭市（日语：上野圭市）
  - 東京電視台電視動畫《棋魂》片尾主題曲
2. 眼神的力量（BUZZ ROCK Ver.）
3. 風中
  - 作詞、作曲、編曲：長岡成貢（日语：長岡成貢）
4. 眼神的力量（Instrumental）

## 收錄專輯
- HISTORY ～ALISA MIZUKI COMPLETE SINGLE COLLECTION～（日语：HISTORY〜ALISA MIZUKI COMPLETE SINGLE COLLECTION〜）
- VINGT-CINQ ANS（日语：VINGT-CINQ ANS）